# Turośń Kościelna
Turośń Kościelna is een dorp in het Poolse woiwodschap Podlachië, in het district Białostocki. De plaats maakt deel uit van de gemeente Turośń Kościelna en telt 700 inwoners.